# Liudmila Jramova
Liudmila Jramova –en ruso, Людмила Храмова– (31 de agosto de 1977) es una deportista rusa que compitió en judo. Ganó una medalla de bronce en el Campeonato Europeo de Judo de 1997 en la categoría de –52 kg.

## Palmarés internacional
| Campeonato Europeo | Campeonato Europeo | Campeonato Europeo | Campeonato Europeo |
| Año                | Lugar              | Medalla            | Categoría          |
| ------------------ | ------------------ | ------------------ | ------------------ |
| 1997               | Ostende (Bélgica)  | Medalla de bronce  | –52 kg             |